# Section de recherches (Gendarmerie nationale)
Pour les articles homonymes, voir Section de recherches.
Les Sections de recherches (abréviation SR) sont des unités de la Gendarmerie nationale française exerçant exclusivement des missions de police judiciaire.

## Missions

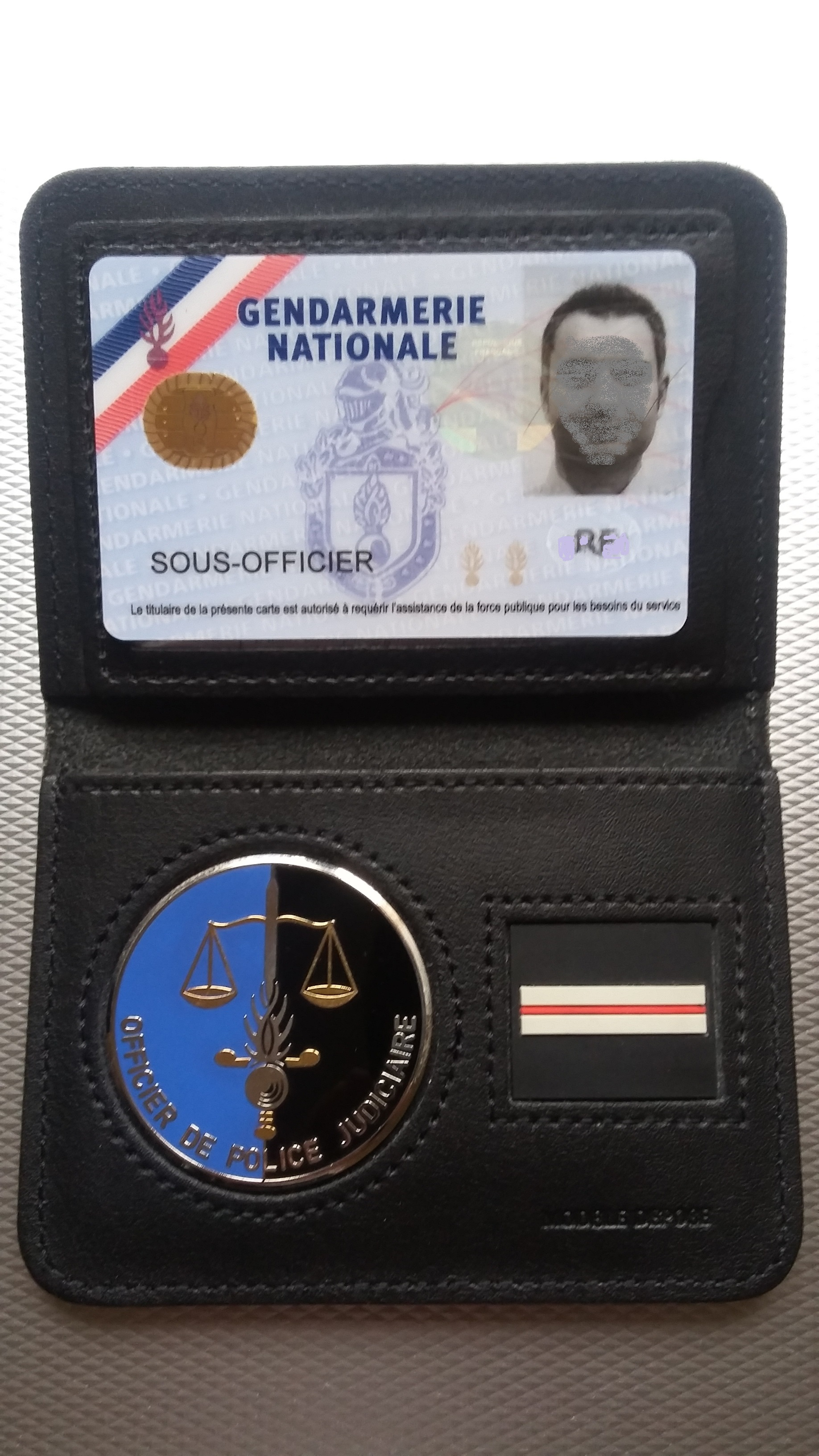
carte professionnelle Gendarmerie (avec porte carte OPJ)

Constituées à partir de 1975, elles dirigent les enquêtes judiciaires longues et complexes confiée à la Gendarmerie Nationale par les magistrats. Il s'agit d'enquêtes qui demandent en général des compétences particulières et un lourd investissement en temps, en personnel et en moyens.
Ces enquêtes peuvent porter sur des faits de délinquance ou criminalité organisée, le trafic international de stupéfiants, des crimes de sang (homicides - enlèvements ou séquestrations)  des actes de piraterie, ou des faits sériels (viols - tueurs en série)  à l'échelle régionale ou nationale.
La loi du 03/08/2009 organisant le 
rattachement institutionnel de la Gendarmerie Nationale au Ministère de l'Intérieur (son ministère de tutelle) précise que la Police Judiciaire est une mission essentielle de cette Institution.
Les sections de recherches peuvent être saisies :
- d'initiative lorsqu'elles constatent ou sont "informées" d'une infraction
- par leur hiérarchie, lorsqu'il s'agit de prendre la direction d'une enquête initialement diligentée par une brigade de gendarmerie ou une brigade de recherches ;
- par les magistrats : procureur de la république ou juge d'instruction.

Elles peuvent également, lorsque l'Inspection Générale de la Gendarmerie Nationale (IGGN) n'est pas saisie, diligenter des enquêtes sur des faits mettant en cause des personnels de la Gendarmerie Nationale.
Les sections de recherches sont également compétentes en matière de police judiciaire militaire (environ 1 % de l'activité missionnelle de la GN) .  
Hors du territoire, en OPEX, des personnels peuvent être envoyés auprès de formations prévôtales constituées pour cette mission pour des missions de PJ :  investigations, recherches de traces et indices...mais aussi pour des missions d'aide aux Forces où ces types de techniques sont demandées. Le statut  de la Gendarmerie et de ses personnels font qu'ils peuvent aussi effectuer des missions de police internationale sous mandat civil (comme les policiers)  ou des missions de police dans un cadre militaire (spécificité de l'Arme).

## Rattachement
Il existe une section de recherches par cour d'appel. Les SR sont supervisées par la sous-direction de la Police judiciaire (SDPJ) dont le sous-directeur (un général de Gendarmerie) est lui-même subordonné au directeur des opérations  (DOE - no 3 de la Gendarmerie), au directeur général de la Gendarmerie (DGGN) et au ministre de l'Intérieur (ministre de tutelle de la Gendarmerie).  
Les SR sont l'équivalent pour la Gendarmerie des directions régionales de la police judiciaire (DRPJ) pour la police nationale. 
La compétence territoriale des enquêteurs (officiers de police judiciaire) s'étend à l'ensemble des cours d'appel rattachées à la zone de défense dont ils dépendent. À titre d'exemple, la zone de défense sud-ouest à Bordeaux couvre les régions Poitou-Charente, Limousin, Aquitaine et Midi-Pyrénées.
Ces unités sont subordonnées administrativement (RH, financier et opérationnel) à la région de Gendarmerie où elles se trouvent. 
La quasi-totalité des gendarmeries spécialisées (Gendarmerie des transports aériens, Gendarmerie de l'air et de l'espace, Gendarmerie maritime, Gendarmerie de l'Armement) disposent également chacune d'une section de recherches. Les SR des gendarmeries spécialisées (placées pour emploi au ministère des Armées) sont compétentes sur l'ensemble du territoire national

## Composition

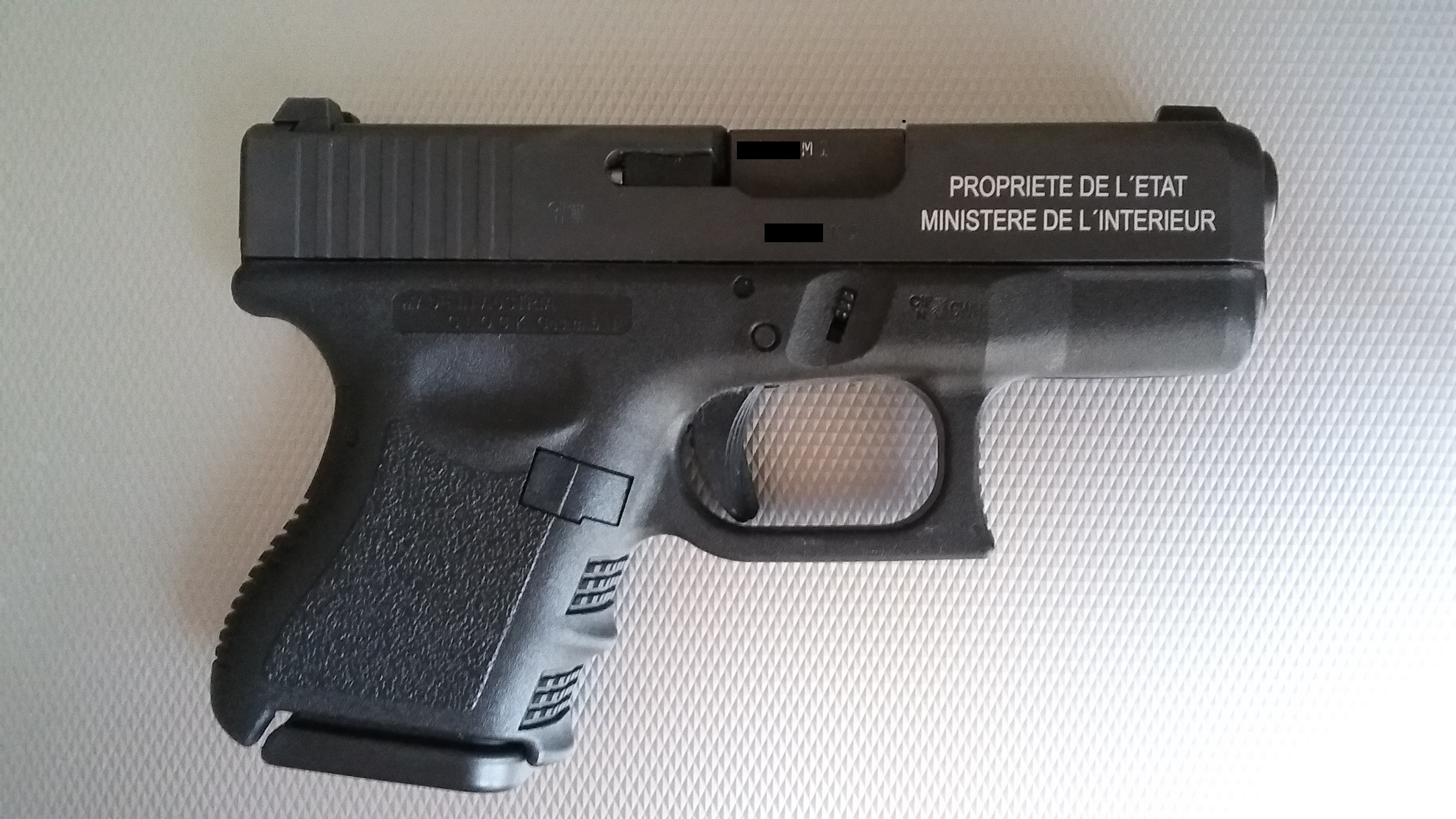
Glock 26 Gendarmerie (unités PJ de la Gendarmerie)

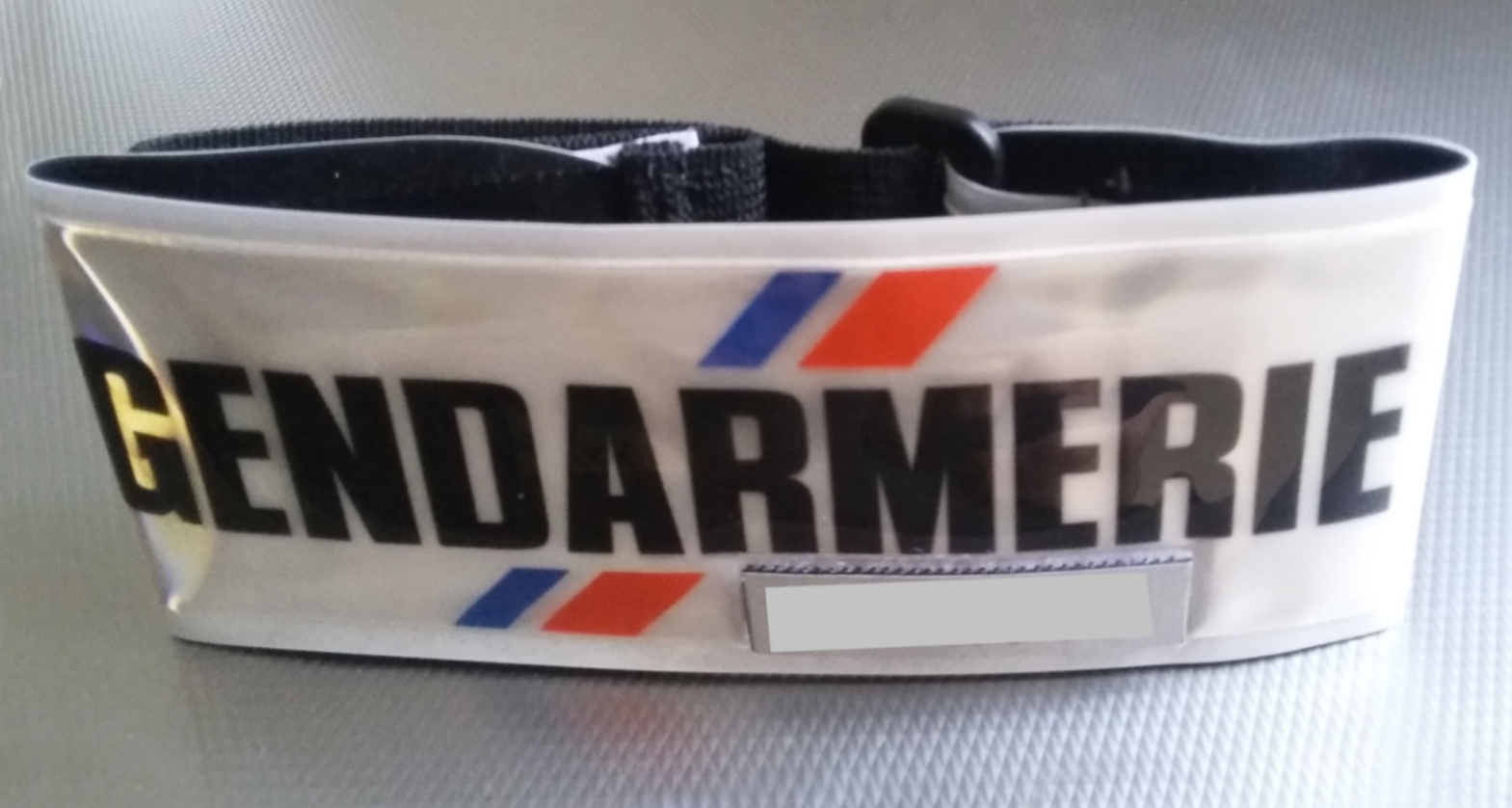
brassard réglementaire de la Gendarmerie nationale.

Les Sections de recherches sont composées d'enquêteurs expérimentés (officiers et sous-officiers de gendarmerie), détenant obligatoirement la qualification d'Officier de Police Judiciaire (abréviation OPJ) ayant une formation complète et diversifiée en police judiciaire : filature - techniques d'audition - enquêteurs spécialisés ou directeurs d'enquête ...  
Les gendarmes servant en S.R travaillent en civil, porteurs de leur carte professionnelle, d'un brassard siglé Gendarmerie et de leur arme de service - Glock 26. Leur parc automobile  est composé uniquement de véhicules banalisés. 
Bien que les effectifs varient d'une section de recherches à une autre, elles sont toujours commandées par un lieutenant-colonel ou un colonel de Gendarmerie[réf. nécessaire] et articulées en Divisions thématiques (Atteintes aux Personnes - Atteintes aux Biens ...) elles-mêmes subdivisées en groupes spécialisés (homicides - banditisme - stupéfiants - financier - criminalité organisée ...) Les Sections de recherches de Paris, Versailles et Marseille ont un effectif dépassant les 60 enquêteurs.  
La section de recherche de Paris est en zone police, et intervient sur des sujets complexes et sensibles.  
Les Sections de recherches font appel à des réservistes triés sur le volet, et ayant des compétences techniques particulières pour des missions ponctuelle de renseignement, et d'expertise dans le cadre de leurs enquêtes.  

### Compétences particulières

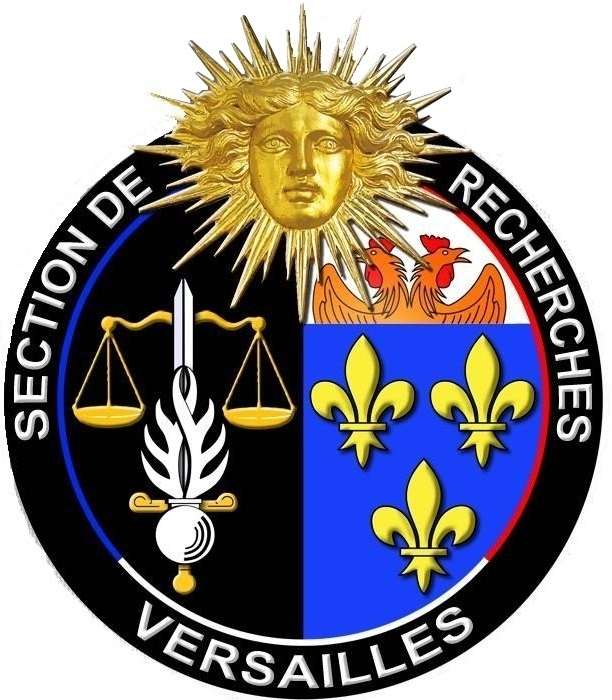
Insigne S.R Versailles

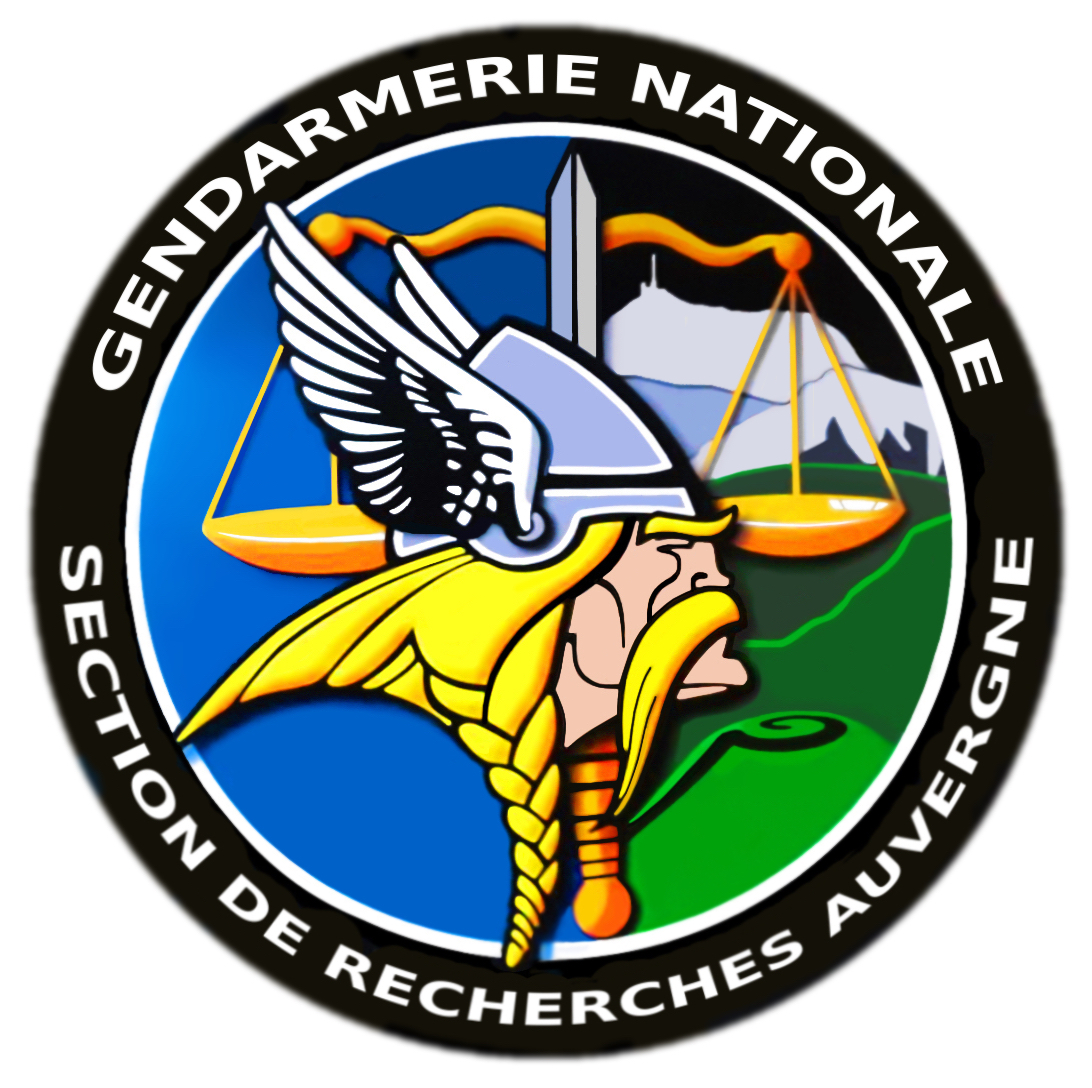
Insigne de la S.R. d'Auvergne.

Certains enquêteurs de section de recherches sont titulaires de diplômes ou de formations particulières :
- Enquêteur N'TECH (Nouvelles technologies)[5] : diligente des enquêtes portant sur des faits en rapport avec les nouvelles technologies, piratage informatique, diffusion d'images pornographiques mettant en scène des mineurs. Il assiste également les autres enquêteurs lorsque nécessaire[6].
- Enquêteur DEFI (Délinquance Financière)[7] : diligente des enquêtes concernant la criminalité financière. Il participe également au volet financier des enquêtes (blanchiment, avoirs criminels, volet patrimonial).
- Enquêteur EAESP (Atteinte Environnement Santé Publique) : spécialisé dans le domaine du droit de l'environnement (pollution...) et la santé publique (dopage, contrefaçon de produits pharmaceutiques, amiante...), en liaison avec l'OCLAESP[8].
- COCRIM (Coordinateur des Opérations de Criminalistique)[9] : coordonne les opérations  de recherche et de traitement journalistiques des indices sur une scène de crime et au cours de l'enquête. Il gère l'ensemble des aspects criminalistiques de l'enquête : recherche des preuves, conservation, exploitation des scellés et intégration des résultats de cette exploitation aux données de l'enquête.
- ANACRIM (Analyste en Recherche Criminelle) : L'analyse criminelle consiste en la recherche et la mise en évidence méthodiques de relations entre des données criminelles ou contextuelles à des fins de pratiques judiciaires. L'analyse criminelle utilise des techniques normalisées pour reconstituer le déroulement des infractions et élaborer des hypothèses.